# Richard Pankhurst (historiador)
Richard Keir Pethick Pankhurst OBE (Woodford Green, 3 de desembre de 1927 - Addis Abeba, 16 de febrer de 2017) fou un historiador anglès, especialista en Etiòpia.
Pankhurst fou fill de Sylvia Pankhurst i de l'italià Silvio Corio. D'acord amb les seves conviccions, la seva mare no es casà amb el seu pare; d'aquí que dugui el nom de la mare. Fou fill d'una família molt implicada en l'activisme polític, els seus avis foren Emmeline Pankhurst i Richard Marsden Pankhurst, i la seva mare també era una coneguda sufragista i anticolonialista. La implicació de la seva mare en la causa etíop amb motiu de l'ocupació italiana (1935) el feu conviure des de petit amb refugiats etíops i en un ambient molt conscienciat políticament.
Després dels estudis primaris i secundaris, Pankhurst va estudiar a la London School of Economics i es doctorà en història econòmica. El 1956 la seva mare es traslladà a viure a Etiòpia, i també ho feu Richard, que esdevingué professor de la Universitat d'Addis Abeba i el 1962 fou el director i fundador de l'Institute of Ethiopian Studies. També fou editor del Journal of Ethiopian Studies i de l'Ethiopia Observer. Arran de la mort de Haile Selassie i la guerra Civil d'Etiòpia, Pankhurst tornà a Anglaterra a l'institut d'estudis orientals i africans de la London School of Economics. El 1986 retornà a Etiòpia.
Va publicar nombrosos assaigs sobre història etíop i va fer campanyes com la del retorn a Etiòpia de l'Obelisc d'Axum, que fou retornat el 2008 des d'Itàlia. També propugnà, sense èxit, el retorn dels manuscrits etíops que es troben a Anglaterra des de 1868.
Va publicar també llibres sobre la seva mare: Sylvia Pankhurst: Artist and Crusader i Sylvia Pankhurst: Counsel for Ethiopia. Estigué casat i tingué una filla, Helen, i un fill, Alula, a qui va posar el nom d'un heroi etíop i que també s'ha dedicat a l'estudi de temes etíops i al desenvolupament del país.
Fou nomenat oficial de l'Orde de l'Imperi Britànic el 2004.